# Ahmed Rashwan
Ahmed Rashwan (àrab: احمد رشوان, Aḥmad Raxwān) (Alexandria, 23 d'octubre de 1969) és un director de cinema, guionista i productor de cinema egipci. La seva filmografia inclou una llista de curts, documentals i un llargmetratge. Des de la seva graduació a l'Institut de Cinema del Caire el 1994, va treballar en la promoció de l'onada del cinema independent a Egipte, com a camí alternatiu per superar el domini de la producció cinematogràfica comercialitzada en massa.

## Primers anys
Rashwan va néixer el 23 d'octubre de 1969 a Alexandria, Egipte, en el si d'una família egípcia. La seva passió pel cinema se li va despertar ja a la infància. Va començar les seves activitats als cineclubs des que era estudiant de secundària, i després va publicar una revista de cinema amb els companys alexandrins també entusiastes del cinema com ell.
El 1987 va entrar a la Facultat de Dret i s'hi va graduar el 1990. Després es va traslladar al Caire i va estudiar cinema a l'Institut de Cinema del Caire i s'hi va graduar el 1994. Va fer un curtmetratge anomenat Zamzam com a projecte cinematogràfic de graduació.

## Curtmetratges
Rashwan ha rodat diversos curtmetratges:
- Habib's Birthday (1993)
- Farah Dreams (1994)
- Zamzam (1994)
- Cross Roads (1995)
- The Morning After (2002)
- Without Make-up (2003)

## Documentals
Rashwan ha rodat una vintena de documentals, essent el primer Musafir Khana (1993). També ha treballat com a director i productor executiu de molts documentals produïts per Aljazeera Channel.

## Basra
Després de cinc anys buscant productor, Rashwan va decidir filmar i produir ell mateix el seu primer llargmetratge, Basra (2008), produït com a pel·lícula independent egípcia. Al final va conèixer el productor Haitham Hakki, que estava entusiasmat per completar la producció de la pel·lícula, i li va donar la possibilitat de passar-la de format HD a format 35 mm.
Basra va tenir molt d'èxit en festivals. Es va projectar en dotze festivals i va obtenir sis premis i una menció.